# Evanochrysa levasseuri
Evanochrysa levasseuri is een insect uit de familie van de gaasvliegen (Chrysopidae), die tot de orde netvleugeligen (Neuroptera) behoort. 
Evanochrysa levasseuri is voor het eerst wetenschappelijk beschreven door Navás in 1921.